# Suuregi laid
Suuregi laid, auch Suuregilaid, ist eine Halbinsel in der Landgemeinde Saaremaa im Kreis Saare auf der estnischen Insel Udriku laid. Die Halbinsel liegt in der Bucht Udriku laht. Die Halbinsel befindet sich zwar auf dem Gebiet des Kahtla-Kübassaare hoiuala, steht aber nicht unter Naturschutz.
Suuregi laid ist 800 Meter lang und 140 Meter breit.